# Хипертрофична остеодистрофия при животни

## Етиология
Хипертрофичната остеодистрофия е болест, засягаща млади кучета от едрите породи като дог. За пръв път е описана във ветеринарномедицинската литература в средата на 30-те години на 20 век. Причините за заболяването са неизяснени. Вирусни заболявания като гана и някои респираторни заболявания се смятат за предпоставки, както и дефицитът на витамин C, но няма изследвания, които да подкрепят тези теории. Тъй като някои породи са предразположени към това заболяване, се взема предвид и генетичният фактор. Според някои сведения прехранването може да бъде причина за заболяването. Болестта се проявява най-често на възраст между 2 и 8 месеца.

## Клинична картина
Клиничните признаци при леко засегнати животни са слаба куцота, с болезненост при напипване. При по-напреднали случаи се наблюдава анорексия, загуба на тегло, треска, депресия, придружени със силно подуване, болезненост на метафизите на тръбестите кости, епизодична или постоянна куцота, трудност за удържане на тежестта на тялото. Други симптоми са диария, течения от очите, втвърдяване на лапите, пневмония, неправилно развитие на емайла на зъбите.

## Развой
Заболяването е епизодично и се наблюдават ремисии от една седмица. Крайните усложнения на болестта са трайно залежаване, анорексия и хипертермия. Много често стопаните на такива кучета прибягват до евтаназия.

## Лечение и профилактика
Висококалоричните храни, витамин С и D и минерални добавки трябва да се избягват, тъй като те увеличават риска от развитие на болестта. Лечението е според симптомите. При кучета с треска, в резултат на болестта се вливат интравенозно течности, дават се болкоуспокоителни. Наблюдава се спонтанно оздравяване при кучета, когато достигнат зрялост, а в някои случаи хирургичната намеса може дава резултат.